# Карманково
Карманково (тат. Карман) — деревня в Менделеевском районе республики Татарстан. Входит в состав Старогришкинского сельского поселения.

## География
Деревня находится в 6 километрах к северу от Менделеевска, расположено на реке Юрашка.
Карманково находится в часовой зоне МСК (московское время). Смещение применяемого времени относительно UTC составляет +3:00.

## История
Известна с 1719 года. В XVIII – первой половине XIX в. жители относились к категории государственных крестьян. Основные занятия жителей в этот период – земледелие и скотоводство, а также извоз.
По сведениям 1879 г., в деревне был хлебозапасный магазин.
До 1921 года деревня входила в Кураковскую волость Елабужского уезда Вятской губернии. С 1921 года находилась в составе Елабужского, с 1928 года — Челнинского кантона Татарской АССР. С 10 августа 1930 года находилась в Елабужском, с 10 февраля 1935 года — в Бондюжском, с 1 февраля 1963 года — в Елабужском, с 15 августа 1985 года — в Менделеевском районе.

## Население
По состоянию на 2002 год в деревне проживало 63 человека.
| Численность населения |      |      |      |      |      |      |      |      |      |      |      |      |      |      |
| 1859                  | 1859 | 1887 | 1905 | 1920 | 1926 | 1938 | 1949 | 1958 | 1970 | 1979 | 1989 | 2002 | 2010 | 2017 |
| 82                    | 124  | 166  | 199  | 200  | 219  | 207  | 160  | 130  | 124  | 103  | 64   | 63   | 78   | 74   |

Национальный состав: 2002 - марийцы (86%), 2017 - марийцы (97,2%), русские (2,8%). 

## Образование и культура
В 1931–1977 гг. в деревне работала начальная школа, до 1990 г. – клуб (здание построено в 1968 г., с 1981 г. в здании школы).